# Гимназија Ораховац
Гимназија Ораховац је гимназија у Ораховцу.